# A hét gonosz szellem (eposz)
A Hét gonosz szellem (modern cím) egy ősi, akkád eposz, amely valószínűleg az i. e. II. évezredben keletkezett. A mű csak töredékesen maradt az utókorra, eredetileg valószínűleg egy, a holdfogyatkozás káros következményeinek elhárítására szolgáló ráolvasás mitologikus bevezetője volt.

## A történet
Az eposztöredék egy istenek közötti háború (teomachia) történetét meséli el. Sem az eposz kezdete, sem a vége nem maradt fenn, így nem lehet tudni, hogy miért tört ki a háború és hogyan ért véget. A háború Anu az ég ura, valamint Enlil és Éa szövetsége között zajlott. Anu seregét a hét gonosz szellem alkotta, amelyek mindent elpusztítottak, ami útjukba került és mindenkit megfélemlítettek. A hét gonosz szellem a következő volt: a Déli Szél, a Sárkány ("torkából soha senki nem szabadult"), a Párduc ("porontyainkat szájában ragadja el"), a Kígyó ("Az ijedelmes"), a Hím-oroszlán ("annak szive meghátrálást nem ismer"), a Vad Orkán ("isten és ember ellen egyaránt lázad"), és a Déli Vihar (ádáz bosszút áll bármelyik halandón).
Alászáguldanak Imhullu vad szelével
Adad eláradó hatalma, zavarok okozói,
az istenség jobbján loholók.
Villámként az égaljat beragyogják,
Vért szomjazva váltig bolyonganak utakon.
Lépkednek a távoli égen, Anu lakásán át- meg áthaladnak
nincs ki szembeszállna vélük...
Enlil és Éa az ég védelmét három istenre: Samasra, Szinre és Istárra bízta. A szellemek azonban Szint, (a holdat) viharfelhővel takarták el, Samast és Adadot pedig elpártolásra bírták, míg Istár önként, érdekből állt Anu mellé. Enlil azonban nem nyugodott bele ebbe és Éától kért segítséget, aki fiát, Mardukot küldte a szellemek legyőzésére.
Az eposz további része nem maradt fenn, így nem tudni hogyan ért véget a háború, az azonban biztos, hogy Marduk legyőzte a hét szellemet és megszabadította Szint a viharfelhő fogságából.